# Cyborg 009
Cyborg 009 (サイボーグ 009?, Saibōgu Zero-Zero-Nain) è un manga ideato da Shōtarō Ishinomori originariamente pubblicato a puntate in Giappone dalla Shōnen Gahōsha sulle riviste Shōnen Magazine e Shōjo Comic a partire dal 1964. Il manga è stato poi fonte di ispirazione per diversi lungometraggi animati e tre serie anime. Nel 2016 viene distribuito un nuovo anime ispirato al manga, chiamato Cyborg 009: Call of Justice.

## Trama
Nove individui vengono rapiti dagli agenti di una organizzazione segreta e criminale chiamata "Black Ghost" (in Italia "Spettro nero"), guidata dal tiranno Skull, e vengono tramutati in cyborg, ciascuno con i propri super poteri. I nove cyborg, grazie all'aiuto del rispettabile scienziato della "Black Ghost", il dottor Isaac Gilmore, riescono a sfuggire al controllo di "Black Ghost" e, assieme al dottore, iniziano la loro guerra contro l'organizzazione, il cui intento è di far scoppiare nuovi conflitti globali così da poter vendere le loro armi tecnologicamente avanzate al miglior offerente.
Ishinomori voleva concludere il manga con la sconfitta dei leader di "Black Ghost", ma il successo ricevuto e la richiesta dei fan lo spinsero a continuarlo, così i cyborg affrontano una nuova serie di avventure auto-conclusive alle prese con scienziati pazzi, antiche civiltà ed esseri sovrannaturali.

## Personaggi

### Protagonisti
Cyborg 001 - Ivan Whisky (イワン·ウイスキー?, Iwan Uisukī)
Ivan è un bambino originario della Russia, nato con una seria malattia. Suo padre Gamo (un famoso neurochirurgo che divenne pazzo cercando una cura), operò numerosi processi di accrescimento sul cervello di Ivan, il che gli permise di ottenere facoltà mentali superiori ad un adulto normale, contro il volere della madre del piccolo, Erika. Ivan in seguito cadde sotto la custodia dei Black Ghost, che lo fecero diventare primo membro del programma Cyborg-00 voluto dall'organizzazione. Le accresciute facoltà mentali di Ivan gli diedero diversi poteri psichici, come la telepatia, la telecinesi e percezioni extra-sensoriali. Tuttavia, egli alcune volte cade addormentato nei momenti inopportuni dovuto al fatto che è ancora un bambino e il suo corpo non può sostenere a lungo dei poteri così forti. Fu uno dei Cyborg 00 che venne ibernato fino a che nuove e più avanzate tecnologie non furono sviluppate.
Cyborg 002 - Jet Link (ジェット·リンク?, Jetto Rinku)
Jet fu in origine 001 ma venne rimpiazzato da Ivan. Jet proviene da New York City negli Stati Uniti ed è nato il 2 febbraio. Lui era il leader della gang Jets nel West Side di New York (nel manga, il suo personaggio è introdotto in una scena che fa la parodia della scena iniziale del film West Side Story). Durante un combattimento con la gang Sharks di Porto Rico, Jet pugnala un membro della gang rivale a morte, causando la fuga degli altri per poter sfuggire alla polizia. Jet in ogni caso fu contattato dai Black Ghost, che lo portarono via e lo nascosero per farlo diventare un cyborg in seguito. Jet, come suggerisce il nome, ha dei propulsori installati nei piedi, che gli permettono di volare a velocità superiori a Mach 5. 002 è anche equipaggiato con una forma primitiva di modulo di accelerazione, più tardi migliorata in 009.
Cyborg 003 - Françoise Arnoul (フランソワーズ·アルヌール?, Furansowāzu Arunūru)
Françoise è originaria della Francia ed è nata il 24 gennaio. Suo fratello Jean-Paul, un membro dell'Armée de l'Air, ritornò a Parigi per una settimana di permesso, e Françoise stava per incontrarlo alla stazione dei treni. Venne rapita dai Black Ghost malgrado i numerosi tentativi di suo fratello per salvarla (nella serie del 2001 lei è una ballerina -come nella serie 1979- e le viene offerta dai Black Ghost una carriera professionistica fasulla e in questo modo riescono a rapirla). Unico membro femminile del team, 003 raramente combatte e viene spesso vista dirigere la battaglia sotto la guida del dottor Gilmore o prendersi cura di 001. Possiede vista ed udito potenziati, che le permettono di vedere attraverso i muri e accorgersi di cose che gli altri non notano, un radar vivente insomma. È inoltre un'abile pilota e sa impiegare macchinari di varia natura; nella serie del 2001, lei si lamenta del fatto che può vedere tutto e non fare nulla - e 004 le chiede se preferirebbe essere come lui. Lei e 009 in seguito hanno una relazione amorosa, più esplicita nel manga (dove sono raffigurati aventi rapporti, cosa abbastanza insolita negli anni settanta) e nelle prime serie. Lei era una dei cyborg 00 che vennero ibernati fino allo sviluppo di nuove e più avanzate tecnologie; ha cronologicamente una cinquantina d'anni, dato che ne aveva 19 quando venne catturata.
Cyborg 004 - Albert Heinrich (アルベルト·ハインリヒ?, Aruberuto Hainrihi)
Nato a Berlino il 19 settembre, è dotato di un arsenale all'interno del suo corpo: spara raffiche di proiettili dalla mano destra, nella sinistra possiede una lama integrata che fuoriesce lateralmente a comando dal taglio della mano, conferendo a 004 la capacità di tagliare a colpi di karate numerosi oggetti; infine può sparare dalle ginocchia razzi in grado di abbattere un elicottero o distruggere un carro armato. In alcune versioni ha inoltre un reattore nucleare in miniatura al posto del cuore, questa particolarità oltre a dargli un'autonomia pressoché illimitata può, all'occorrenza, detonare in un'esplosione nucleare, come accade nel film Cyborg 009: La leggenda della supergalassia. 004 è disegnato senza pupille.
Cyborg 005 - Geronimo, Jr. (ジェロニモ·ジュニア?, Jeronimo Junia)
Nato in Arizona il 25 dicembre, è dotato di una superforza che lo rende il più forte dei nove, possiede un'armatura epidermica che lo rende pressoché immune alle armi da fuoco di piccolo calibro ed è alto circa 2 metri.
Cyborg 006 - Chang Chang Ku (張々湖?, Chanchanko)
Nato in Cina il 29 febbraio, le sue doti gli consentono di sputare fuoco. Prima di diventare un cyborg lavorava nel ristorante di famiglia come cuoco e ancora adesso nei momenti liberi si dedica alla sua passione preferita: il cibo. Nella serie TV 1979-1980, divenuto padrone di una famosa catena di ristoranti cinesi, abbandona l'attività devolvendo in beneficenza tutto, per tornare nella squadra dei Cyborg Serie 00.
Cyborg 007 - Bretagna (グレート·ブリテン?, Gurēto Burite)
Bretagna, il cui vero nome è sconosciuto, proviene, come intuibile, dal Regno Unito ed è nato il 1º aprile. Lui era una volta un famoso e talentuoso attore di teatro (shakespeariano nella 2ª serie TV) con una vasta esperienza di famosi spettacoli. È reclutato dai Black Ghost, quando oramai il famoso attore è perso nel tunnel dell'alcolismo. Nella serie TV, Bretagna (Great Britain, in originale) era innamorato di un'attrice di nome Sophie, la quale lavorava con lui. In seguito lui divenne ancora più famoso e a poco a poco dimenticò il suo amore del passato. 007 ha l'incredibile abilità di modificare la sua struttura cellulare a proprio piacimento, il che gli permette di diventare ogni oggetto, creatura, o persona lui desideri (ad un punto nella serie del 2001, lui cresce e assume proporzioni gigantesche). Il suo numero è una chiara citazione alla famosa spia britannica James Bond creata da Ian Fleming.
Cyborg 008 - Pyunma (ピュンマ?)
Nato in Kenya il 20 agosto, addestrato già nella vita comune al combattimento, il suo corpo è stato modificato per renderlo il perfetto soldato anfibio: può infatti restare in acqua per ore senza bisogno d'aria. Nato in una riserva naturale è molto legato all'ambiente e ha un rapporto profondo con tutti gli animali.
Cyborg 009 - Joe Shimamura (島村ジョー?, Shimamura Jō)
È il personaggio principale/leader. Nato in Giappone, il 16 maggio, è l'ultimo cyborg creato dal Dottor Gilmore e il meglio riuscito, la sua pelle antiproiettile gli consente una difesa robusta e la sua ipervelocità spostamenti che ingannano il nemico. Joe ha alle spalle un passato travagliato: abbandonato dal padre quand'era molto piccolo, è cresciuto in un orfanotrofio diventando un giovane tormentato e desideroso di libertà. Forse anche per questo Joe ama molto l'alta velocità, è stato infatti un campione di Formula 1 a livello mondiale e ancora adesso nei momenti liberi ama prendere la sua auto sportiva e lanciarla a tutta velocità. Nella serie TV del 1979 -Cyborg, I Nove Supermagnifici-, viene raccolto moribondo dopo un'evasione da un riformatorio finita tragicamente per Joe (che vi era recluso ingiustamente).

### Spettro Nero
Spettro Nero (ブラックゴースト?, Burakku Gōsuto, Black Ghost nella versione originale)
È la principale organizzazione antagonista dell`intera opera. Il suo scopo è quello di dominare il pianeta utilizzando cyborg come propri soldati. Il dottor Gilmore era inizialmente uno scienziato al soldo dello Spettro Nero, ma decise di ribellarsi e portò con sé i nove cyborg da lui costruiti.
Skull (スカール?, Sukāru)
È il tirannico leader dell'organizzazione Fantasma Nero. La sua vera identità è sconosciuta perché indossa sempre un elmetto dalla foggia di teschio ed una tuta completamente nera con un mantello rosso. Nell'adattamento del 2007 vengono narrate le sue possibili origini. Skull venne apparentemente ucciso quando i cyborg 00 entrarono nella base dello Spettro Nero a causa dell'esplosione causata dagli ordigni che vennero piazzati mentre egli combatteva contro 009. Viene rivelato che non è un normale cyborg, ma qualcosa di più avanzato, progettato per distruggere 009 con un sistema di accelerazione molto più potente. Non è noto come riesca a sopravvivere all'esplosione. Alla fine viene rivelato che in realtà i veri leader del Fantasma Nero sono tre cervelli e non Skull.
Shiba, Brehmut e Bishun
Tripletta di cyborg e leader della rinata organizzazione Fantasma Nero (Neo Black Ghost nella versione originale), sono i principali antagonisti della serie animata Cyborg - I nove supermagnifici del 1979. Originariamente degli umani, in seguito alla morte di Skull e una volta divenuti i nuovi leader del Fantasma Nero hanno sostituito le parti benevole del proprio corpo con protesi cibernetiche, in modo da essere sopraffatti dalla malvagità. I nomi nel doppiaggio italiano sono traslitterazioni chiaramente errate dai kanji: i nomi dovevano infatti essere rispettivamente Siva, Brahmā e Visnù ovvero le tre divinita` Trimurti dell`induismo, in quanto l'intera serie TV ripercorre il tema della sfida tra uomo e divinità. Poco prima di venire sconfitti dai Cyborg 009 rivelano che loro sono solo una parte dell'organizzazione Fantasma Nero, che è in realtà una struttura universale, che i cyborg 00 hanno distrutto solo la sezione della Terra e affermarono che Fantasma Nero continuerà a esistere finché c'è il male nel cuore degli uomini.

#### Cyborgs Assassini 00
Cyborg 0010 +/-
Due fratelli gemelli trasformati in cyborg. Furono i primi cyborg assassini mandati contro i nostri eroi. Possono accelerare come 009 usando un interruttore nei loro denti e con l'ausilio dei loro occhi possono sparare fulmini.
Cyborg 0011
Un gigantesco cyborg dall'aspetto di un ragno nero meccanico. Un tempo era un uomo normale la cui mente è stata inserita dal Fantasma Nero in questa macchina: il suo unico desiderio è quello di ritornare nel suo corpo. Pur di rivedere la propria moglie e la figlia è disposto a tutto, anche uccidere. Dopo aver appreso la sua storia, 004 cerca di convincerlo a cambiare schieramento e quasi ci riesce, ma dopo uno scontro in mare la sua mente torna ad essere controllata dal Fantasma Nero e viene completamente piegato alla distruzione.
Cyborg 0012
Si presenta come una bella donna, ma è in realtà un intero palazzo cyborg con la capacità di generare ologrammi sofisticatissimi. Era una ricca, nobile signora che viveva da sola in attesa del ritorno del proprio marito, in realtà morto durante una guerra civile. Il Fantasma Nero converte la sua villa abbandonata in una trappola mortale cyborg, con la mente di lei bloccata dentro il suo corpo usandola come controllo principale.
Cyborg 0013
Ha l'aspetto di un adolescente grassoccio ed è un cyborg di buon cuore. Anche se lavora per il Fantasma Nero, uccide molti degli assassini che dovrebbero aiutare lui; si rifiuta di uccidere un vecchio amico del dottor Gilmore, che era stato preso in ostaggio, e aiuta 009 a salvare una bambina colpita nel fuoco incrociato. Può proiettare i propri pensieri e può accelerare come 009 usando un interruttore, ma in maniera tale da far sembrare che si sia moltiplicato fisicamente. È anche telepaticamente collegato a un robot gigante che può diventare invisibile. Dopo essere stato sconfitto da 009, 0013 decide di uccidere se stesso, distruggendo il robot, credendo che quello fosse l'unico modo per sfuggire dal controllo del Fantasma Nero.
Cyborg -004
Nella serie del 2001 viene creata una copia di 004 dotata dello stesso equipaggiamento di armi con lo scopo di prevenire anticipatamente ogni sua mossa: le capacità di questo cyborg sono tali da permettergli di sconfiggere il vero 004.

#### Divinità greche
Apollo (アポロン?, Aporon, Apollon nella versione originale)
Minotauro (ミノタウロス?, Minotaurosu, Minotauros nella versione originale)
Achille (アキレス?, Akiresu, Achilles nella versione originale)
Poseidone (ポセイドン? Poseidon nella versione originale)
Era (ヘラ? Hera nella versione originale)
Artemide (アルテミス?, Arutemisu, Artemis nella versione originale)

#### Divinità norrene
I primi 9 episodi della serie Cyborg - I nove supermagnifici del 1979 rappresentano l`Arco di Yggdrasill nel quale i protagonisti devono affrontare un'organizzazione di cyborg che si spacciano per divinità norrene e che cercano di soggiogare la popolazione mondiale facendo credere che li stanno difendendo dall`attacco di giganti titani che loro stessi controllano.
In un episodio i Cyborg 009 devono difendersi dall'attacco di un cavallo avvolto nelle fiamme, da un grosso lupo e da un enorme serpente marino, i quali sembrano ispirati rispettivamente da Sleipnir, Fenrir e Miðgarðsormr.
Odino
Il leader degli dei norreni, ispirato ad Odino. Per buona parte dell`arco assume le sembianze di un innocuo anziano. Abile nell'utilizzo di lancia e scudo, è in possesso di tecnologie molto avanzate che gli consentono di compiere azioni che gli umani confondono per miracoli, come quando riesce a polverizzare una testata nucleare che era appena stata attivata. Il quartier generale della sua organizzazione esteticamente si rifa` all`albero cosmico.
Thor
Braccio destro di Odino, ispirato a Thor. È un forte guerriero cyborg che utilizza un martello Mjöllnir come arma, martello che può volare contro i nemici per poi ritornare in mano a Thor; il martello è in grado di distruggere i giganti di roccia con un sol colpo. A differenza di Odino e Loki che esistono solamente nell`anime, questo personaggio è un adattamento di un personaggio apparso nel quinto arco del manga, esattamente nell`Arco di Edda.
Freia
Dea dell`amore poi tramutatasi in dea della guerra, ispirata a Freia. Inizialmente malvagia, era in grado di controllare l`oro e si voleva impossessare di tutte le riserve del metallo prezioso; inoltre era armata di frusta e controllava un enorme felino. Dopo che 009 brucia le ali di Freia, questa torna ad essere la dea dell`amore e si ribella agli altri dei norreni. A differenza di Odino e Loki che esistono solamente nell`anime, questo personaggio è un adattamento di un personaggio apparso nel quinto arco del manga, esattamente nell`Arco di Edda.
Loki
Scagnozzo degli altri dei norreni, ispirato a Loki. È un maestro dell`inganno e del travestimento. Non è molto abile nel combattimento, e come unica arma può sputare fiamme verdi dalla bocca.

#### Umani
Dr. Gamo Whiskey (ガモ·ウィスキー博士?, Gamo Wisukī hakase)
Il padre di 001, un ex chirurgo cerebrale che è impazzito dopo non essere riuscito a curare il figlio gravemente malato e lo ha consegnato a Spettro Nero. Quando arrivano gli Assassini Psichici, è in pensione, vecchio e molto rugoso; finge di simpatizzare con la loro richiesta, ma cancella i loro ricordi e li rende burattini di Spettro Nero, deciso a riprendersi 001 e a regolare i suoi vecchi conti con il suo ex rivale, Isaac Gilmore. alla fine viene ucciso da Phil, che usa i suoi poteri per fargli venire un infarto; riesce comunque a fare pace con Ivan poco prima di morire.

### Altri personaggi
Dr. Isaac Gilmore (アイザック·ギルモア博士?, Aizakku Girumoa hakase)
Lo scienziato a capo del progetto 00-Cyborg. Gilmore, nonostante fosse completamente dedito al suo lavoro, in realtà non si fidava dei Fantasmi neri, i cui piani diventavano sempre più loschi. Una volta completati i potenziamenti sui nove cyborg 00 si lasciò infatti catturare dalle sue stesse creazioni, aiutandoli nella fuga. Da allora il Dottore ha assunto nel gruppo il ruolo di consigliere e figura paterna, aiutando nella formulazione dei piani d'attacco e prendendosi cura dei corpi meccanici dei cyborg, aiutandoli nel difficile adattamento alla loro nuova vita di cui lui stesso è responsabile. In un episodio rivela di essere stato uno scienziato al soldo dei nazisti, dato che durante la guerra lavorava in un laboratorio segreto tedesco.

Francobollo dedicato a Cyborg 009 emesso dalle poste giapponesi.

## Media

### Manga
Il primo arco narrativo, serializzato su Weekly Shōnen King (Shōnen Gahosha), narra delle origini di Cyborg 009, della fuga da Black Ghost, del gruppo in fuga dagli assassini cyborg e per concludere della battaglia contro i Mythos Cyborgs.
Il secondo arco narrativo, intitolato The Underground Empire Yomi Arc, è stato serializzato su Weekly Shōnen Magazine (Kōdansha) insieme all'uscita della versione cinematografica. La trama è fortemente influenzata dalla serie Al centro della Terra di Edgar Rice Burroughs, compresa una spedizione al centro della Terra con un carro armato per la trivellazione e una razza di rettili in grado di usare la telepatia e farsi crescere le ali. La storia si conclude con la battaglia finale contro Black Ghost. Nell'ultima scena, 009 e 002 cadono nell'atmosfera terrestre e vengono visti come una stella cadente da due bambini, uno dei quali desidera un giocattolo a forma di pistola e l'altro la pace nel mondo (una scena che ricorda Caleidoscopio di Ray Bradbury). In questo modo, 001 riesce ad utilizzare i suoi poteri telecinetici all'ultimo minuto per recuperare 002 e 009 dalla loro caduta imminente verso la morte.
Il terzo arco narrativo, serializzato su Bōken Ō (Akita Shoten), e composto da 6 storie, tra cui Monster Island Arc, Middle East Arc e Angels Arc. La serie si interruppe bruscamente durante Angels Arc.
Il quarto arco narrativo, intitolato The Battle of the Gods Arc, è stato serializzato su COM (Mushi Production). Ishinomori ha ripreso e riscritto la storia interrotta di Angels Arc con una nuova trama, ma la serie si è conclusa nuovamente in modo brusco.. Ishinomori non riprese la serie per alcuni anni dopo questo.
Il quinto arco narrativo, serializzato su Shōjo Comic (Shōgakukan), comprende Wind City Arc, Snow Carnival Arc e Edda Arc. La storia si focalizza su personaggi leggendari e mitici che sfidano i Cyborg 00.
Il sesto arco narrativo segue da vicino il quinto arco narrativo. Archi narrativi come Deinonychus Arc (apparso su Monthly Shōnen Jump (Shūeisha)) e Green Hole Arc (apparso su Play Comic (Akita Shoten)) furono rappresentati, poi molto tempo dopo; l'Underwater Pyramid Arc è stato serializzato su Monthly Manga Shōnen (Asahi Sonorama).
Il settimo arco narrativo è stato serializzato su Weekly Shōnen Sunday (Shōgakukan) insieme al revival dell'anime. È un lungo arco narrativo, composto da molti mini-archi narrativi, la cui trama ruota attorno alla battaglia contro Neo Black Ghost e del trauma emotivo dei Cyborg 00. La storia è ambientata circa 20 anni dopo lo Yomi Arc, e le personalità e il comportamento dei cyborg sono più adulti.
L'ottavo arco narrativo è stato serializzato su Monthly Comic Nora (Gakken). Questo è l'arco più lungo e fu intitolato People Drifting Through Time and Space Arc ed è un seguito di Immigration Arc. Il Conte di Saint-Germain dall'Underwater Pyramid Arc compare, ma il disegno del suo personaggio è differente.

#### Cyborg 009 Bgooparts Delete
Una serie manga scritta e disegnata da Tsuguo Okazaki, intitolata Cyborg 009 BGOOPARTS DELETE (サイボーグ009 BGOOPARTS DELETE?), ha iniziato la serializzazione su Champion Red il 19 luglio 2019.

#### 8 Man vs. Cyborg 009
Il manga crossover tra 8 Man e Cyborg 009, scritto da Kyoichi Nanatsuki (testi) e disegnato da Masato Hayate, è stato serializzato su Champion Red dal 18 luglio 2020 al 19 maggio 2023. In questa storia, Black Ghost, risorto dopo la Guerra fredda, rapisce l'inventore di 8 Man, Tani, per ricattare 8 Man e costringerlo a distruggere i cyborg 00. Questo, a sua volta, permetterebbe a Black Ghost di dominare il mondo attraverso l'utilizzo di un satellite laser creato dal Professor Demon, un antagonista originale di 8 Man. 8 Man, il Professor Demon e i cyborg decidono di unire le loro forze per sconfiggere Black Ghost e impedire i suoi piani malvagi.

### Romanzo a fumetti
La graphic novel a colori basata sulla serie è stata pubblicata al San Diego Comic-Con International il 21 luglio 2013, in concomitanza con l'anniversario del manga originale di Ishinomori. Il libro rappresenta una rielaborazione condensata della battaglia dei Cyborgs oo contro Black Ghost, guidata da Sekar (Skull). La pubblicazione completa è avvenuta l'11 settembre 2013. La graphic novel è stata scritta da F. J. DeSanto e Bradley Cramp, disegnata e inchiostrata da Marcus To. La pubblicazione è stata gestita da Archaia Comics.

### Anime

#### Film (1966 e 1967)
I due film, dalla durata di circa sessanta minuti ciascuno, sono stati prodotti dalla Toei Dōga, diretti da Yūgo Serikawa, scritti da Takashi Iijima e Yugo Serikawa e il produttore è Hiroshi Okawa (non accreditato). La musica è stata affidata a Ichirou Kosugita e Noriyoshi Oohira. La sigla di entrambi i film è Song of Cyborg 009 (サイボーグ009の歌?, Saibōgu 009 no uta) (testi: Masahisa Urushibara, compositore e arrangiamenti: Taichirō Kosugi, cantante: Tokyo Meister Singer).
Il primo film, Cyborg 009 (サイボーグ 009?, Saibōgu 009) è uscito il 21 luglio 1966. I cambiamenti più rilevanti, mantenuti anche nella serie anime del 1968, riguardano il passato di 009 (un pilota automobilistico anziché un delinquente) e l'età di 007 (un ragazzino anziché un adulto).
Il sequel Saibōgu 009: Kaijū sensō (サイボーグ 009 怪獣戦争? lett. "Cyborg 009: Guerra dei mostri") è uscito il 19 marzo 1967. La pellicola adatta liberamente l'arco dell'Impero sotterraneo di Yomi (appena iniziato al tempo della produzione del film) unendovi alcuni elementi degli archi degli Assassini e dei Mythos Cyborg. La trama vede il ritorno dei Black Ghost con nuovi cyborg che 009 e i suoi compagni dovranno distruggere.
Nel 1970 la C.I.D.I.F. ha distribuito in Italia un film di montaggio che riassume le due pellicole in circa 75 minuti, intitolato 009 - Joe Tempesta e realizzato dalla Avia Cinematografica; i nomi del cast tecnico e dei personaggi furono cambiati.

##### Cast
- 009: Hiroyuki Ōta
- 001: Kyoko Toriyama
- 002: Ryō Ishihara
- 003: Judy Ongg
- 004: Hiroshi Ōtake
- 005: Hiroshi Masuoka
- 006: Arihiro Fujimura
- 007: Machiko Soga
- 008: Kenji Utsumi
- Professor Gilmore: Jōji Yanami
- Leader della Black Ghost: Masato Yamanouchi
- Beagle: Kiyoshi Kawakubo
- Easel: Sanji Hase
- Helena: Etsuko Ichihara
- Narratore: Ryō Kurosawa

#### Film (1980)
Il 20 dicembre 1980, in occasione dei 25 anni di carriera di Ishinomori, è stato distribuito in Giappone un terzo film prodotto dalla Toei, Cyborg 009 - La leggenda della supergalassia, diretto da Masayuki Akehi. Benché il film condivida parte del cast vocale con la serie TV terminata pochi mesi prima, non ha legami di continuità con essa.

#### Film (2012)
Il 27 ottobre 2012 è stato distribuito 009 Re:Cyborg, prodotto dalla Production I.G. e diretto da Kenji Kamiyama. Il film, ambientato nel 2013, si propone come sequel del manga.

#### Trilogia di film (2016)
Dal 25 novembre al 9 dicembre 2016, in occasione del 50º anniversario del manga, è stato distribuito in Giappone un ciclo di tre film in cel-shading intitolato Cyborg 009: Call of Justice, prodotto dalla Production I.G. e diretto da Kōdai Kakimoto sotto la supervisione di Kamiyama. La trilogia è stata poi divisa in 12 episodi e distribuita da Netflix dal 10 febbraio 2017 doppiata in italiano, inglese, francese, giapponese e tedesco.

#### Serie televisive

##### Cyborg 009(1968)

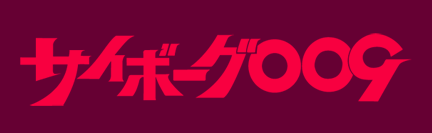
Logo della serie animata del 1968

La prima serie televisiva anime basata sul manga è stata prodotta in bianco e nero dalla Toei Dōga e trasmessa su NET dal 5 aprile al 27 settembre 1968, per un totale di 26 episodi. La serie fa da seguito ai due film precedenti riprendendone le ambientazioni di base, i design dei personaggi (salvo alcune differenze) e parte del cast vocale. Inoltre la sigla di apertura Cyborg 009 (サイボーグ009?) (di Masahisa Urushibara e Taichirō Kosugi, cantata dai Tokyo Meistersinger) era stata già usata nei titoli di testa dei film. La sigla di chiusura, Tatakai owatte (戦いおわって?), è stata scritta da Ishinomori, composta da Kosugi e cantata dai Vocal Shop.

##### Cyborg - I nove supermagnifici(1979)
La seconda serie, composta da 50 episodi, è stata trasmessa fra il 1979 ed il 1980. Le sigle sono Taga tame ni (testo di Shōtarō Ishinomori, musica di Hirao Masaaki, arrangiamenti di Kōichi Sugiyama), cantata da Ken Narita e Koorogi '73 (apertura) e Itsu no hi ka (testo di Saburō Yatsude, musica di Hirao Masaaki, arrangiamenti di Kōichi Sugiyama), cantata da Koorogi '73 (chiusura).
In Italia è andata in onda in prima TV dal 20 ottobre al 10 dicembre 1982 su Italia 1 all'interno di Bim bum bam. È stata poi replicata negli anni '80 e '90 su reti locali. Nel 2005 è tornata in TV, a livello nazionale, su Italia Teen Television, dopo una lunga assenza. Ad oggi, la serie, è disponibile per lo streaming sul canale a pagamento Anime Generation, tramite Prime Video. In Italia è stata usata la sigla Cyborg - I nove supermagnifici, scritta e cantata da Nico Fidenco e arrangiata da Giacomo Dell'Orso.

###### Doppiaggio
| Personaggio          | Numero | Doppiatore          |
| -------------------- | ------ | ------------------- |
| Joe Shimamura        | 009    | Massimo Rossi       |
| Ivan Wiskey          | 001    | Corrado Conforti    |
| Jet Link             | 002    | Massimo Milazzo     |
| Francoise Arnoul     | 003    | Silvia Pepitoni     |
| Albert Heinrich      | 004    | Gigi Pirarba        |
| Geronimo Jr.         | 005    | Riccardo Garrone    |
| Chang Chang ku       | 006    | Roberto Del Giudice |
| Bretagna             | 007    | Diego Reggente      |
| Puma                 | 008    | Silvio Anselmo      |
| Dottor Isaac Gilmore |        | Vittorio Di Prima   |
| Gandaru              |        | Giorgio Locuratolo  |
| Shiwa                |        | Carlo Allegrini     |
| Brafmer              |        | Giuliano Santi      |
| Bishum               |        | Gabriele Carrara    |
| Voce narrante        |        | Giuliano Quaglia    |

Voci ricorrenti: Carlo Allegrini, Riccardo Rossi, Giuliano Santi, Giorgio Locuratolo, Mario Milita, Diego Michelotti, Giovanni Petrucci, Renato Montanari, Laura Boccanera, Oliviero Dinelli, Eugenio Marinelli.

##### Cyborg 009: The Cyborg Soldier(2001)
La terza serie animata comprende 51 episodi più uno speciale, uscita nell'ottobre del 2001. In Italia è inedita.

### OAV
Dal 17 ottobre 2015 è uscito in Giappone Cyborg 009 vs Devilman, crossover fra le due serie diviso in 3 OAV da 30 minuti ciascuno.

### Romanzi
Shotaro Ishinomori ha realizzato una trilogia di romanzi (La battaglia contro gli dei) dove i nove cyborg affrontano le divinità intenzionate a distruggere il mondo. Questa storia è stata concepita come la conclusione della serie. I libri sono inediti in Italia.

## Accoglienza
Nel sondaggio Manga Sōsenkyo 2021 indetto da TV Asahi, 150 000 persone hanno votato la loro top 100 delle serie manga e Cyborg 009 si è classificata al 69º posto.